# Marian Mikołajczyk (prawnik)
Marian  Karol  Mikołajczyk – polski prawnik, profesor nauk prawnych, nauczyciel akademicki Uniwersytetu Śląskiego.

## Życiorys
Ukończył studia prawnicze na Wydziale Prawa i Administracji Uniwersytetu Śląskiego. Odbył aplikację sądową i orzekał jako asesor. W 1989 na tym wydziale na podstawie napisanej pod kierunkiem Adama Lityńskiego rozprawy pt. Na drodze do powstania procesu mieszanego. Zmiany w polskim procesie karnym w latach 1764-1794 otrzymał stopień naukowy doktora nauk prawnych w zakresie prawa. W 1998 na podstawie dorobku naukowego oraz rozprawy  pt. Przestępstwo i kara w prawie miast Polski południowej XVI–XVIII wieku na WPiA UŚl uzyskał stopień doktora habilitowanego nauk prawnych w zakresie prawa, specjalność: historia państwa i prawa. Został profesorem nadzwyczajnym Uniwersytetu Śląskiego. W 2014 otrzymał tytuł profesora nauk prawnych.
Pełni funkcję kierownika Katedry Historii Prawa WPiA UŚl. Związał się także działalnością naukowo-dydaktyczną z Wydziałem Prawa Uniwersytetu w Białymstoku oraz Krakowską Akademią im. Andrzeja Frycza Modrzewskiego (Wydział Zamiejscowy w Tychach).

## Publikacje
- Na drodze do powstania procesu mieszanego. Zmiany w polskim procesie karnym w latach 1764-1794 (1991)
- Przestępstwo i kara w prawie miast Polski południowej XVI–XVIII wieku (1998)
- Przez tysiąclecia - państwo, prawo, jednostka. Materiały ogólnopolskiej konferencji historyków prawa, Ustroń 17-20 września 2000 r. tomy 1-3 (red. nauk. wspólnie z Adamem Lityńskim, 2001)
- Z dziejów zbrodni i kary w dawnej Polsce. Żywot i proces Antoniego Złotkowskiego zbójnika z Pcimia (2001)
- O prawie i jego dziejach księgi dwie. Studia ofiarowane profesorowi Adamowi Lityńskiemu w czterdziestopięciolecie pracy naukowej i siedemdziesięciolecie urodzin (red. nauk.) (2010)
- Proces kryminalny w miastach Małopolski XVI–XVIII wieku (2013)
- Księga złoczyńców albo Akta sądu koniecznego gajonego żywieckiego z lat 1589-1782 (oprac., 2014)[3]